# Сальвадорська академія мови
Сальвадорська академія мови (ісп. Academia Salvadoreña de la Lengua) — наукова установа Сальвадора, що об'єднує групу вчених та експертів в галузі іспанської мови. Входить до складу Асоціації академій іспанської мови. Створена в Сан-Сальвадорі 17 листопада 1875 та офіційно затверджена Іспанською королівською академією 19 жовтня 1876.

## Історія
Академія створена як наукова та культурна установа, що об'єднує вчених та експертів у сфері використання іспанської мови, до її складу входили також багато видатних письменників та поетів Сальвадора. Ця академія була не єдиною установою в Сальвадорі, що займалася проблемами іспанської мови, в 1915 створена так звана Академія «Сервантес», до компетенції якої входило забезпечення «чистоти і твердість і кастильської мови».